# Biełokuricha
Biełokuricha (ros. Белокуриха) – miasto w azjatyckiej części Rosji, w Kraju Ałtajskim, w rejonie smoleńskim, kurort balneologiczny federalnego znaczenia.

## Położenie
Miasto położone jest na obrzeżu gór Ałtaj w dolinie rzeki Biełokuricha, 75 km na południe od stacji kolejowej Bijsk i 236 km od Barnaułu.

## Historia
Miejscowość założona w XVIII wieku w związku z odkryciem gorących źródeł i nazwa pochodzi od białych oparów unoszących się w zimne dni nad miejscami upływu pary na powierzchnię. W XIX wieku wieś, od drugiej połowy XIX wieku kurort. W 1942 był tu ewakuowany obóz pionierski „Artek”. Dalszy rozwój związany z eksploatacją źródeł hydrotermalnych.
Obecnie miasto to nie tylko kurort, to także miejsce organizacji konferencji m.in. pod egidą UNESCO dotyczące ochrony przyrody, nazywane też bywa „Sybirskim Dawos” w związku z odbywającymi się tu spotkaniami polityków i ekonomistów.